# 外倫敦
外倫敦（英語：Outer London）指的是倫敦自治市中環繞內倫敦的地區。外倫敦地區不是倫敦郡的一部，並在1965年正式成為大倫敦地區的一部分。一個例外是北伍爾維奇，其曾屬於倫敦郡但在1965年改屬紐漢郡。1963年倫敦政府法案規定的外倫敦地區的範圍和英國統計局規定的外倫敦地區的範圍略有不同。按照英國統計局的定義的話，外倫敦在2011年有人口4,942,040人。